# Intento de golpe de Estado en Vietnam del Sur de septiembre de 1964
El intento de golpe de Estado en Vietnam del Sur de septiembre de 1964 tuvo lugar antes del amanecer del 13 de septiembre de 1964, cuando la junta militar gobernante de Vietnam del Sur, dirigida por el general Nguyễn Khánh, fue amenazada por un intento de golpe de Estado encabezado por los generales Lâm Văn Phát y Dương Văn Đức, quienes enviaron unidades disidentes a la capital, Saigón. Capturaron varios puntos claves y anunciaron por la radio nacional el derrocamiento del régimen gobernante. Con la ayuda de los estadounidenses, Khánh logró conseguir apoyo y el golpe fracasó a la mañana siguiente sin víctimas.
En el mes previo al golpe, el liderazgo de Khánh se había vuelto cada vez más problemático. Había intentado aumentar sus poderes declarando el estado de emergencia, pero esto sólo provocó protestas y disturbios a gran escala que pedían el fin del régimen militar, con activistas budistas a la cabeza. Temeroso de perder el poder, Khánh comenzó a hacer concesiones a los manifestantes y prometió democracia en un futuro cercano. También destituyó a varios oficiales militares estrechamente vinculados al gobierno católico discriminatorio del asesinado expresidente Ngô Đình Diệm; esta respuesta a la presión budista consternó a varios oficiales católicos, que hicieron algunos intentos fallidos de sacarlo del poder.
En parte debido a la presión de las protestas budistas, Khánh destituyó a los católicos Phát y Đức de los puestos de Ministro del Interior y comandante del IV Cuerpo, respectivamente. Respondieron con un golpe de Estado apoyado por Đại Việt Quốc dân đảng, aliado con los católicos, así como por el general Trần Thiện Khiêm, un católico que había ayudado a Khánh a llegar al poder. Tras capturar la estación de radio, Phát hizo una transmisión prometiendo revivir las políticas de Diệm. Khánh logró evadir su captura y, durante la primera etapa del golpe, hubo poca actividad ya que la mayoría de los oficiales superiores no apoyaron a ninguno de los bandos. A lo largo del día, Khánh fue reuniendo gradualmente más aliados y Estados Unidos siguió apoyando su gobierno y presionó a los rebeldes para que se rindieran. Con el respaldo del mariscal del aire Nguyễn Cao Kỳ, comandante de la Fuerza Aérea de la República de Vietnam, y del general Nguyễn Chánh Thi, Khánh pudo obligar a Phát y Đức a capitular a la mañana siguiente, el 14 de septiembre. Luego, Đức, Kỳ y Thi aparecieron en una conferencia de prensa donde negaron que se hubiera producido ningún golpe y realizaron una exhibición coreografiada de unidad, afirmando que nadie sería procesado por los acontecimientos.
Convencido de que Khiêm estaba involucrado en el complot, Khánh lo exilió a Washington como embajador y sacó al general Dương Văn Minh de la escena política, eliminando así a los otros dos miembros nominales del triunvirato gobernante. Sin embargo, preocupado porque Kỳ y Thi se habían vuelto demasiado poderosos, Khánh absolvió a Phát y Đức en su juicio militar en un intento de usarlos como contrapesos políticos. A pesar de su supervivencia, el historiador George McTurnan Kahin consideró el golpe como el comienzo del declive político definitivo de Khánh. Gracias a la intervención de Kỳ y Thi, Khánh quedó en deuda con ellos y, en un intento de mantener su poder frente a la creciente oposición militar, trató de conseguir el apoyo de los activistas civiles budistas, que apoyaban las negociaciones con los comunistas para poner fin a la guerra de Vietnam. Como los estadounidenses se oponían firmemente a tales políticas, las relaciones con Khánh se volvieron cada vez más tensas y fue depuesto en febrero de 1965 con la connivencia de Estados Unidos.

## Antecedentes
El general Nguyễn Khánh había llegado al poder en enero de 1964 después de sorprender a la junta gobernante del general Dương Văn Minh en una operación antes del amanecer, tomando el control sin disparar un tiro. Debido a la presión estadounidense, mantuvo al popular Minh como jefe de Estado simbólico, al tiempo que conservaba el poder real al controlar el Consejo Militar Revolucionario (CMR). En agosto, la guerra de Vietnam se amplió con el incidente del golfo de Tonkín, un encuentro disputado entre buques de guerra norvietnamitas y estadounidenses; Washington acusó a los comunistas de lanzar un ataque en aguas internacionales.
Khánh vio la tensa situación como una oportunidad para aumentar su poder. El 7 de agosto declaró el estado de emergencia, otorgando a la policía la capacidad de registrar propiedades bajo cualquier circunstancia, prohibir protestas y encarcelar arbitrariamente a «elementos considerados peligrosos para la seguridad nacional». Además, promulgó la censura para detener «la circulación de todas las publicaciones, documentos y folletos considerados como nocivos para el orden público». Khánh elaboró una nueva constitución, conocida como la Carta de Vũng Tàu, que habría aumentado su poder personal a expensas del ya limitado Minh. Sin embargo, esto sólo sirvió para debilitar a Khánh, ya que estallaron grandes manifestaciones y disturbios en las ciudades (entre los que destacaban la mayoría budistas) que pedían el fin del estado de emergencia y la nueva constitución, así como el regreso a un gobierno civil.

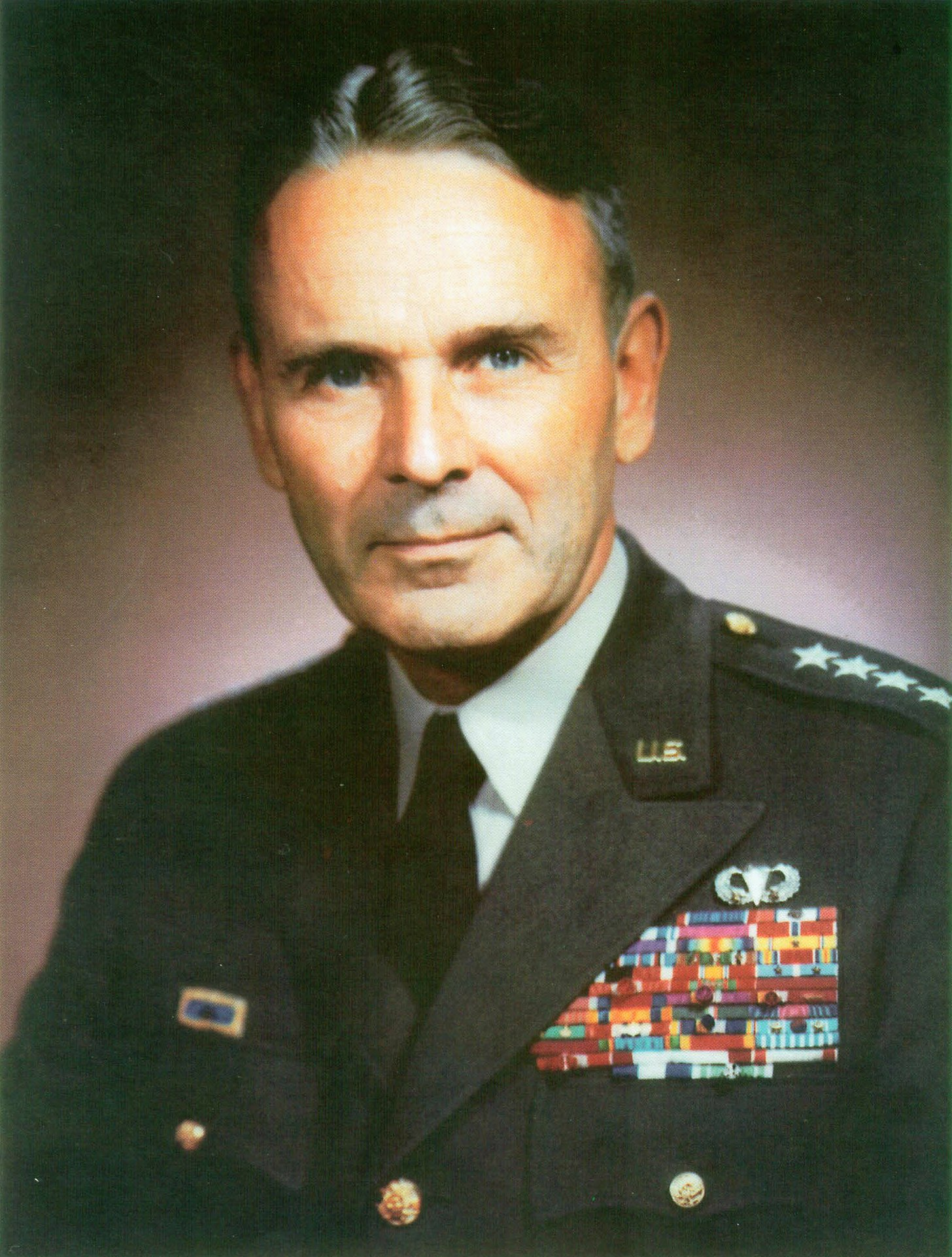
Maxwell Taylor, embajador de Estados Unidos en Vietnam del Sur, se opuso al golpe.

Temiendo ser derrocado por las crecientes protestas, Khánh se reunió con líderes budistas. Le pidieron que derogara la nueva constitución, restableciera el gobierno civil y eliminara del poder a los miembros del Partido Cần Lao —un organismo católico secreto utilizado por el expresidente Ngô Đình Diệm para infiltrar y controlar todos los aspectos de la sociedad—, y Khánh aceptó. El general Trần Thiện Khiêm afirmó que «Khánh sintió que no había otra opción que aceptar, ya que la influencia de Trí Quang era tan grande que no solo podía poner a la mayoría del pueblo en contra del gobierno, sino que también podía influir en la eficacia de las fuerzas armadas». Khánh prometió públicamente reformular la Carta de Vũng Tàu, permitir protestas y liberalizar la prensa. Esto alentó más manifestaciones de activistas y Khánh respondió con concesiones más amplias. Según los nuevos acuerdos, se derogaría la nueva constitución y se disolvería el MRC. Khánh también prometió crear una legislatura electa dentro de un año.
Muchos oficiales de alto rango, en particular los generales católicos Khiêm y Nguyễn Văn Thiệu, denunciaron lo que consideraban una entrega de poder a los líderes budistas. Intentaron derrocar a Khánh en favor de Minh y reclutaron a muchos oficiales para su complot. Khiêm y Thieu buscaron al embajador estadounidense Maxwell Taylor para obtener un respaldo privado a su plan, pero Taylor no quería más cambios en el liderazgo por temor a un efecto corrosivo sobre el gobierno ya inestable. Esto disuadió al grupo de Khiêm de llevar a cabo sus planes.
La división entre los generales llegó a un punto crítico en una reunión del MRC los días 26 y 27 de agosto. Khánh dijo que la inestabilidad se debía a los disturbios provocados por miembros y partidarios del Đại Việt Quốc dân đảng (Partido Nacionalista del Gran Vietnam), partido alineado con la Iglesia católica, a quien acusó de anteponer las conspiraciones partidistas al interés nacional. Entre los oficiales destacados asociados con el Đại Việt se encontraban Thieu y Khiêm. Khiêm culpó a la debilidad de Khánh al tratar con los activistas budistas por las manifestaciones en las ciudades y las pérdidas rurales ante los comunistas. Thieu y otro general católico, Nguyễn Hữu Có, pidieron la sustitución de Khánh por Minh, pero este último se negó. Minh afirmó que Khánh era el único que recibiría financiación de Washington, por lo que deberían apoyarlo, lo que llevó a Khiêm a decir enojado: «Obviamente, Khánh es un títere del gobierno de Estados Unidos, y estamos cansados de que los estadounidenses nos digan cómo debemos manejar nuestros asuntos internos». Sintiéndose presionado por las fuertes condenas de sus colegas, Khánh prometió renunciar, pero no se acordó un reemplazo y se convocó otra reunión.
Después de más discusiones entre los oficiales superiores, acordaron que Khánh, Minh y Khiêm gobernarían como triunvirato durante dos meses, hasta que se pudiera formar un nuevo gobierno civil. Sin embargo, debido a su desunión, el trío hizo poco. Khánh dominó la toma de decisiones y dejó fuera a Khiêm y Minh. El comandante militar estadounidense en Vietnam, William Westmoreland, deploró las concesiones que Khánh hizo a sus oponentes políticos y presionó a Washington para obtener permiso para atacar Vietnam del Norte, diciendo que Khánh no podría sobrevivir sin él.

## Golpe
A principios de septiembre de 1964, el general Lâm Văn Phát fue destituido como Ministro del Interior, mientras que el general Dương Văn Đức estaba a punto de ser destituido como comandante del IV Cuerpo. Ambos fueron eliminados en parte debido a la presión de los activistas budistas, que acusaron a Khánh de acomodar a demasiados partidarios católicos de Diệm en posiciones de liderazgo. Diệm había intentado utilizar al leal Phát para ayudar a frustrar el golpe de noviembre de 1963, pero los rebeldes lograron marginar al general de Diệm y ejecutar al presidente. Descontentos por sus degradaciones, Phát y Đức lanzaron un intento de golpe de Estado antes del amanecer del 13 de septiembre, habiendo reclutado diez batallones del ejército. Obtuvieron el apoyo del coronel Lý Tòng Bá, jefe de la sección blindada de la 7.ª División, y del coronel Dương Hiếu Nghĩa, un comandante de tanque que había sido uno de los asesinos de Diệm. En esta etapa parecía que el golpe contaba con el apoyo de elementos católicos y del Đại Việt. Otro miembro de la conspiración fue el coronel Phạm Ngọc Thảo, quien, aunque católico, era un espía comunista que intentaba maximizar las luchas internas en cada oportunidad posible.
El complot de Đức y Phát fue apoyado durante la fase de planificación por el ministro de Defensa y miembro del triunvirato Khiêm. El general Huỳnh Văn Cao, católico y leal a Diệm mientras el expresidente estaba vivo, afirmó en una entrevista a un periódico en 1972 que Khiêm —en ese entonces primer ministro— le había pedido que se uniera al golpe. Cao dijo que había rechazado la invitación de Khiêm, burlándose levemente de él al preguntarle: «Ahora eres parte de la 'troika'... ¿no te derrocarías a ti mismo?». Cao dijo que había señalado que la agitación política en Saigón sería una mala idea porque Vietnam era prominente durante la actual campaña electoral presidencial de Estados Unidos y la publicidad negativa podría llevar a una disminución del apoyo público y político estadounidense a Vietnam del Sur.

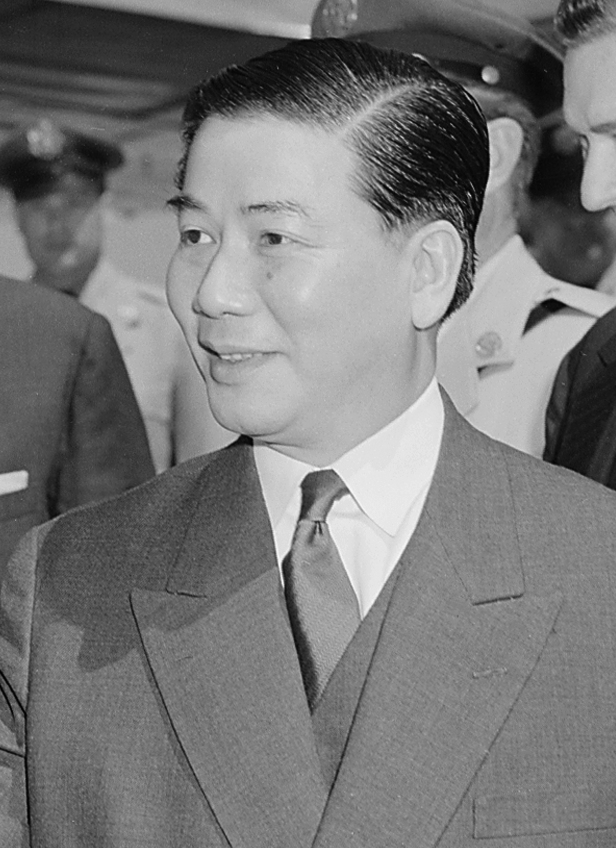
Ngô Đình Diệm, presidente de Vietnam del Sur de 1955 a 1963. Los conspiradores lo elogiaron y prometieron formar un régimen basado en su legado.

Cuatro batallones de tropas rebeldes avanzaron antes del amanecer desde la región del Delta del Río Mekong hacia Saigón, utilizando vehículos blindados de transporte de personal y jeeps equipados con ametralladoras. Después de intimidar a varios puestos de control policiales en las afueras de la capital con amenazas de ametralladoras y fuego de artillería, los conspiradores colocaron centinelas rebeldes en su lugar para sellar Saigón del tráfico entrante y saliente. Luego capturaron las instalaciones de comunicación de la capital, incluida la oficina de correos, para impedir que se enviaran o enviaran mensajes. Mientras sus tropas tomaban la ciudad, Phát se sentó en un vehículo civil y dijo tranquilamente: «Haremos una conferencia de prensa en la ciudad esta tarde a las 4 pm». Dijo: «Esto no es nada de qué preocuparse. Solo una pequeña operación contra algunos políticos». Los rebeldes establecieron su puesto de mando en la casa de Saigón del general Dương Ngọc Lắm, quien había sido destituido de su puesto como alcalde de Saigón por Khánh. Lam había comandado la Guardia Civil durante la presidencia de Diệm y era uno de sus partidarios de confianza.
Los rebeldes tomaron la ciudad sin disparar ni un tiroteo y utilizaron la estación de radio nacional para hacer una transmisión. Phát, que afirmaba representar al «Consejo para la Liberación de la Nación», proclamó un cambio de régimen y acusó a Khánh de promover conflictos dentro del liderazgo militar y político de la nación. Prometió capturar Khánh y seguir una política de mayor anticomunismo, con un gobierno y un ejército más fuertes. Phát dijo que utilizaría la ideología y el legado de Diệm para sentar las bases de su nueva junta. Đức afirmó que el intento de golpe fue motivado por «el traslado a la capital de algunos elementos neutrales y de algunos procomunistas en el gobierno». Según el historiador George McTurnan Kahin, la transmisión de Phát fue «triunfante» y puede haber llevado a oficiales superiores que no eran parte de la conspiración original ni totalmente leales a Khánh a concluir que Phát y Đức no los aceptarían si abandonaban a Khánh.
En contraste con el comportamiento sereno de Phát, sus tropas entrantes provocaron que los devotos de la catedral católica, que asistían a misa, huyeran atemorizados. Sin embargo, los budistas no reaccionaron abiertamente al golpe de Estado a favor de Diệm, a pesar de que el expresidente había aplicado políticas que los discriminaban. Hubo poca reacción por parte de la mayoría de los comandantes militares. El comandante de la Fuerza Aérea de la República de Vietnam, el mariscal del aire Nguyễn Cao Kỳ, había prometido quince días antes utilizar sus aviones contra cualquier intento de golpe, pero no tomó ninguna medida a primera hora de la mañana. Al mismo tiempo, la falta de acción pública de Khiêm y Thieu fue vista como un apoyo implícito al golpe, ya que sus críticas al liderazgo de Khánh en las reuniones de la junta y sus intentos privados de derrocarlo eran bien conocidos. Un informe de la Embajada de Estados Unidos al Departamento de Estado durante el golpe describió a Thieu y Khiêm como «tan pasivos que parecen haber apoyado tácitamente o estar asociados con esta acción de Đức y Phát».

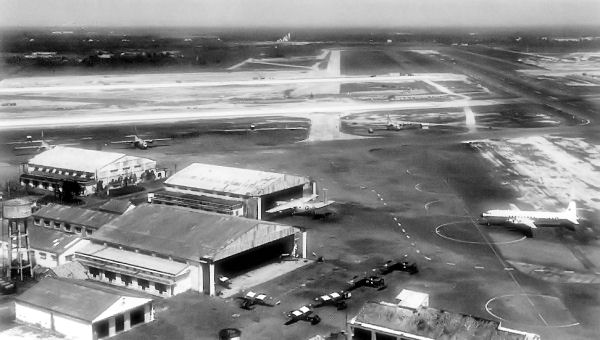
La base aérea de Tan Son Nhut, fotografiada aquí en 1962, fue la sede del ejército estadounidense y de Vietnam del Sur y un objetivo clave en cualquier golpe de Estado.

Algún tiempo después, Kỳ llamó a las tropas que servían en las afueras de Saigón a la base aérea de Tan Son Nhut, la más grande del país y sede del ejército. Atrincheró a los soldados en posiciones defensivas y prometió una «masacre» si los rebeldes atacaban la base. Se produjo un enfrentamiento entre los tanques rebeldes y las tropas leales alrededor del perímetro de la base, pero se calmó sin violencia después de que los rebeldes se retiraron. Al parecer, Kỳ se había enojado por los comentarios hechos por una fuente rebelde que afirmó que él era parte del intento de golpe. Kỳ también era bien conocido por su actitud agresiva y sus estrechas relaciones con la presencia militar estadounidense en Vietnam, y se cree que la oposición de Estados Unidos al golpe le fue transmitida rápidamente.
Phát y Đức no pudieron detener a Khánh, quien había escapado de la capital y volado a la ciudad turística de Đà Lạt, en la región del Altiplano Central. Sus fuerzas irrumpieron en la oficina de Khánh y capturaron a sus oficiales de servicio, pero no pudieron encontrar al líder de la junta. Luego se produjo una pausa en el movimiento de tropas y unidades. Un funcionario público vietnamita dijo que «todos estos preparativos son el resultado de un gran malentendido de ambas partes. No creo que ninguno de los dos grupos vaya a empezar nada, pero ambos creen que el otro lo hará». Taylor estaba en un vuelo de emergencia desde Honolulu —donde había estado en reuniones con altos funcionarios militares estadounidenses—  de regreso a Saigón y dijo que el golpe «ciertamente no fue anunciado ni anunciado». A media tarde, Khánh hizo una transmisión de radio en un sistema leal, condenando el golpe y llamando a los militares a permanecer leales, afirmando que el apoyo a los «líderes rebeldes» jugaría a favor del Viet Cong.

### Intervención de Estados Unidos
Algunos asesores estadounidenses que prestaban servicios en unidades implicadas en el golpe fueron expulsados por oficiales rebeldes que no querían interferencias. Los conspiradores pensaron que los estadounidenses desaprobarían sus acciones, ya que Taylor había hablado recientemente de una «tendencia ascendente» en la guerra contra los comunistas, mientras que el presidente Lyndon B. Johnson elogió el «progreso continuo» contra el Viet Cong. Durante las primeras horas del golpe, los funcionarios en Washington permanecieron en guardia en público, diciendo que estaban monitoreando la situación y llamando a la calma, sin apoyar explícitamente a ninguna de las partes. A pesar de ello, sí que dieron a entender que preferían el statu quo: «esperan que las consultas entre los dirigentes permitan en breve al Gobierno restablecer la normalidad en la situación de la ciudad». Tras bastidores, utilizaron a los respectivos asesores militares estadounidenses para presionar a los líderes de las unidades para que no participaran en el golpe.
Funcionarios estadounidenses volaron tras Khánh para alentarlo a regresar a Saigón y reafirmar su control. El general se negó a hacerlo a menos que los estadounidenses anunciaran públicamente su apoyo a él. Los estadounidenses le preguntaron entonces a Khánh sobre sus planes para el futuro, pero consideraron que sus respuestas delataban una falta de dirección. Después de hablar con Phát y Đức, llegaron a la misma conclusión, por lo que decidieron respaldar al actual presidente e hicieron un comunicado de prensa a través de la embajada respaldando a Khánh. Su decisión se vio reforzada por la incapacidad de los rebeldes de asestar un golpe decisivo, lo que hizo que los estadounidenses fueran más favorables a la continuación del gobierno de Khánh. Voz de América transmitió un mensaje enfatizando el continuo apoyo de Estados Unidos a Khánh y la oposición al golpe. Afirmó que los estadounidenses habían estado siguiendo de cerca la situación y que el régimen en el poder estaba funcionando; añadió:

El Gobierno de los Estados Unidos apoya plenamente a este Gobierno debidamente constituido y deplora cualquier intento de interferir en el programa de este Gobierno de convocar un consejo nacional supremo para reorganizar la estructura del Gobierno de manera que se exija una amplia participación de todos los elementos importantes de la población.

Al mismo tiempo, fuentes anónimas estadounidenses dijeron a los periodistas que el golpe era preocupante incluso si fracasaba, debido a sus efectos desestabilizadores. Khánh también solicitó a Westmoreland que los marines estadounidenses acudieran en su ayuda y pidió a los estadounidenses que formularan un «contraplan» para él. Aunque ninguna fuerza estadounidense desembarcó, se desplegaron marines cerca de la costa, cerca de Saigón y Đà Nẵng, en preparación.

### Colapso del golpe

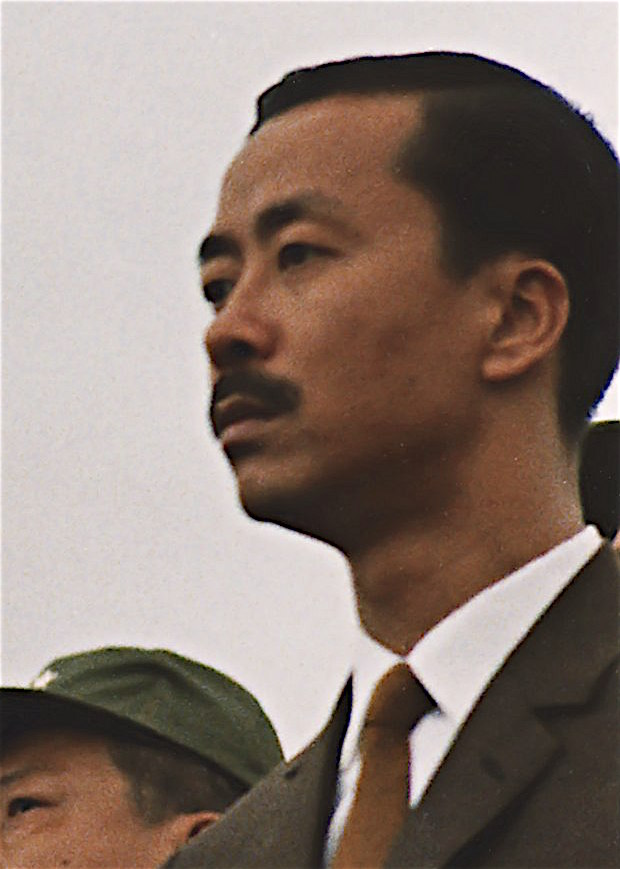
Kỳ tuvo un papel destacado en la represión del golpe.

El anuncio estadounidense de apoyo a Khánh ayudó a disuadir a los oficiales del ARVN de unirse a Phát y Đức, quienes decidieron rendirse. Westmoreland había hablado con Đức y le había informado a Washington que «en términos muy claros... le informó [a Đức] que el MACV, la Misión de los EE. UU. y el Gobierno de los EE. UU. no apoyaban de ninguna manera su acción, [y] le aconsejó que sacara a sus tropas de la ciudad [Saigón] inmediatamente. Dijo que lo entendía y me agradeció. Parecía un joven tembloroso e inseguro». Đức pensó erróneamente que Kỳ y sus subordinados se unirían al golpe, pero más tarde se dio cuenta de su error de juicio. Cuando descubrió que lo habían engañado haciéndole creer que los conspiradores tenían una gran fuerza, se dio por vencido. Según una fuente anónima, Đức se alarmó por las fuertes declaraciones de Phát durante su transmisión de radio, lo que le hizo reconsiderar su participación en el golpe.
El general de brigada Nguyễn Chánh Thi de la 1.ª División también apoyó a Khánh. Un registro de la CIA sobre los procedimientos del golpe decía que Thieu y Khiêm «emitieron expresiones de firme apoyo a Khánh un tanto tardíamente». Entonces Kỳ decidió hacer una demostración de fuerza mientras Phát y Đức empezaban a debilitarse, y envió aviones a volar bajo sobre Saigón y acabar con la resistencia rebelde. Volaban en círculos continuamente pero nunca disparaban. También envió dos C-47 a Vũng Tàu para recoger dos compañías de marines survietnamitas que habían permanecido leales a Khánh. Varios batallones más de infantería leal fueron transportados a Saigón. Phát luego se retiró con sus fuerzas a Mỹ Tho, la base de la 7.ª División. En las primeras horas del 14 de septiembre, antes del amanecer, Kỳ se reunió con los principales líderes del golpe después de invitarlos a Tan Son Nhut y les dijo que dieran marcha atrás, lo cual hicieron.
Las fuerzas leales recuperaron el control de la estación de radio y transmitieron un anuncio afirmando que tenían el control y ordenando a los estudiantes y funcionarios públicos continuar con sus vidas normales. Mientras tanto, los aviones de la fuerza aérea continuaron lanzando bengalas para mostrar su estado de alerta, y se desplegaron lanzacohetes y más armas alrededor de Tan Son Nhut. Se trajeron tres batallones de paracaidistas para patrullar el perímetro del aeródromo.

## Conferencia de prensa
Cuando el golpe fracasó, Kỳ y Đức aparecieron con otros oficiales superiores en una conferencia de prensa donde proclamaron que el ejército de Vietnam del Sur estaba unido. Anunciaron una resolución de las fuerzas armadas, firmada por ellos y otros siete, reclamando un frente unido contra la corrupción. Además de Kỳ y Đức, los otros siete firmantes fueron Thi, el general Cao Văn Viên, comandante de brigada aerotransportada, el comandante del I Cuerpo, general Tôn Thất Xứng, el comandante de la brigada de la Marina, general Lê Nguyên Khang, el general Nguyen Đức Thang del Estado Mayor, el comandante de la Armada de la República de Vietnam, almirante Chung Tấn Cang, y el comandante de los Rangers, coronel Pham Xuan Nhuan.
Los oficiales afirmaron que los acontecimientos en la capital fueron malinterpretados por los observadores, diciendo que «no hubo golpe de Estado». Kỳ dijo que Khánh tenía el control total y que los oficiales superiores involucrados en el enfrentamiento «acordaron reunirse con sus unidades para luchar contra los comunistas», nombrando a Đức, Phát, Lam y al comandante de la 7.ª División Huỳnh Văn Tồn. Đức afirmó que los oficiales principales habían acordado:

- Poner fin a los intentos del Viet Cong de tomar el poder en Vietnam del Sur
- Purgar a todos los elementos del Viet Cong y sus «títeres» de las agencias gubernamentales y las filas de la administración
- Construir una nación unificada sin distinción basada en la religión
- Hacer que el gobierno trate a sus ciudadanos de manera imparcial

Đức comentó además que el trato justo a los ciudadanos era la única manera de derrotar a los comunistas. Cuando se le preguntó si ahora apoyaba a Khánh, Đức, que «parecía enfermo por el cansancio, como mínimo», simplemente asintió con la cabeza en señal de acuerdo. Kỳ también afirmó que no se tomarían más medidas contra aquellos que estuvieran involucrados en las actividades de Đức y Phát.
Después de que Khánh se sintió nuevamente seguro en Saigón, dijo: «Estoy muy conmovido por el espíritu de unidad demostrado por las fuerzas armadas y la población cuando se enfrentaron a la amenaza de un conflicto interno. Elogio el patriotismo de todos los soldados que supieron poner los intereses superiores de la nación por encima de todo lo demás». Khánh dijo que renunciaría al poder y volvería a un gobierno puramente militar en dos meses, pero renegó de una promesa explícita anterior de garantizar un gobierno puramente civil, simplemente declarando que el nuevo régimen sería uno «que tendría la confianza de todo el pueblo». La Unión Soviética afirmó que el golpe «demostró una vez más sobre qué fundamento podrido se basa la política de Washington en Vietnam del Sur».

## Arrestos
A pesar del evento mediático de Kỳ y Đức, parecía que Phát y Ton permanecían desafiantes después de regresar al cuartel general de la 7.ª División de este último en Mỹ Tho. Al parecer, Ton seguía manteniendo una postura política hostil y amenazaba con separarse del régimen de Saigón supervisando el área alrededor de Mỹ Tho como un estado virtualmente independiente. Se informó que Ton amenazó con cortar la carretera principal de Saigón a Mỹ Tho y más al sur hacia el resto del delta del Mekong, aunque se pensaba que no tenía intención ni medios de tomar por asalto Saigón militarmente. Kỳ dijo que se había enviado un helicóptero para arrestar a Ton, pero que se había producido un enfrentamiento. Sin embargo, el 16 de septiembre Khánh ordenó detener a los conspiradores. Đức, el comandante del tanque rebelde Nghia, Ton y Lam fueron arrestados, seguidos por Phát, quien regresó a Saigón para entregarse. Se programó entonces un juicio. Khánh destituyó a tres de los cuatro comandantes de cuerpo y a seis de los nueve comandantes de división por no actuar contra Phát y Đức.

## Cambio de poder
El papel de Kỳ y Thi en la represión del intento de golpe les dio más influencia en la política militar de Saigón. En deuda con Kỳ, Thi y la joven camarilla de oficiales conocida como los Jóvenes Turcos (llamada así por el grupo del mismo nombre en Turquía) por ayudarlo a mantenerse en el poder, Khánh ahora estaba en una posición más débil. El grupo de Kỳ pidió a Khánh que destituyera a los oficiales, funcionarios públicos y «explotadores» «corruptos, deshonestos y contrarrevolucionarios», y amenazó con destituirlo si no promulgaba las reformas propuestas, ya que «el pueblo y las fuerzas armadas se verán obligados a hacer una segunda revolución». Esto fue interpretado como una advertencia apenas velada a Khánh de que los oficiales más jóvenes tenían la intención de mantener un poder significativo a través del aparato militar, en contra de cualquier plan de gobierno civil.
Kỳ dijo específicamente que otros nueve o diez oficiales deberían ser destituidos por su participación en el golpe, pero se negó a identificar a quiénes tenía en mente. Algunos observadores acusaron a Kỳ y Thi de orquestar deliberadamente el complot o de permitir que se desarrollara antes de destruirlo para avergonzar a Khánh y permitirse ganar prominencia y prestigio en el escenario político. Años después, Cao Huy Thuan, profesor y activista budista radicado en Da Nang, afirmó que durante una reunión con Kỳ y Thi unos días antes del golpe, los oficiales habían discutido sus planes para derrocar a Khánh. Otra afirmación de conspiración fue propagada por el general Trần Văn Đôn, quien conjeturó que Khánh había tratado de provocar o incitar a generales rivales, como Khiêm, a rebelarse contra él para poder derrotarlos y eliminarlos de la escena, fortaleciéndose así y mejorando su imagen política.
Los comunistas estaban contentos con el golpe, ya que el ejército de Vietnam del Sur estaba desperdiciando sus recursos y energía en luchas internas. No realizaron ningún ataque en los días inmediatamente posteriores al golpe porque temían que al hacerlo pudieran galvanizar a la sociedad dividida a la acción contra una causa común.

## Retribución y juicio

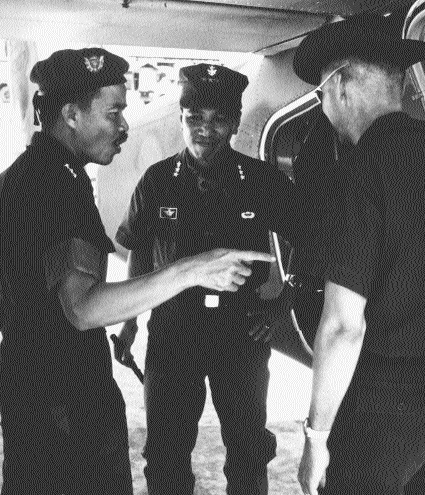
Thi (izquierda) y Thieu (derecha) durante la década de 1960. Thi ayudó a detener el golpe, mientras que Thieu fue considerado un partidario tácito de la rebelión.

Tras el golpe, Khánh concluyó que su socio del triunvirato Khiêm había desempeñado un papel importante en fomentar el golpe e insistió en que lo expulsaran de Saigón. Los estadounidenses estuvieron de acuerdo y el embajador Taylor organizó que Khiêm fuera nombrado representante de Saigón en Washington. Poco después, Thao fue enviado a unirse a Khiêm como su agregado de prensa. Durante el golpe, Minh se mantuvo al margen de los procedimientos, lo que enfureció a Khánh y mantuvo viva su rivalidad de larga data. A fines de octubre, la administración Johnson comenzó a apoyar más la opinión negativa de Taylor sobre Minh y concluyó que los intereses estadounidenses se optimizarían si Khánh prevalecía en la lucha por el poder. Como resultado, los estadounidenses terminaron pagando para que Minh hiciera una «gira de buena voluntad» para poder ser apartado de la escena política sin vergüenza.
A mediados de octubre, Phát y otras 19 personas fueron juzgadas en un tribunal militar; los observadores predijeron que Phát sería el único que se enfrentaría a la pena de muerte, y que ésta se reduciría a una pena de prisión. De los acusados, 7 eran civiles y 13 eran oficiales militares. Intentaron aparentar confianza y saludaron a familiares y amigos. Đức dijo a los medios reunidos que el juicio fue injusto y afirmó: «Creo en el tribunal supremo de conciencia». Luego señaló a sus oficiales subordinados y los llamó «héroes nacionales». Negó las especulaciones de los medios de comunicación de que había dado marcha atrás durante el golpe para evitar ser bombardeado por Kỳ, afirmando «Quería evitar el derramamiento de sangre... Estoy muy orgulloso de mi decisión».
Los abogados de Phát comenzaron pidiendo que se desestimaran los cargos contra los conspiradores, alegando que los rebeldes no habían sido capturados «con las manos en la masa», pero esta petición fue denegada. Tuvieron más éxito en otra reivindicación, logrando persuadir a los cinco jueces militares para que permitieran citar a testigos. El tribunal aceptó su solicitud de obligar a Khánh, Kỳ y al vice primer ministro civil Nguyễn Xuân Oánh a comparecer ante la audiencia. Los oficiales acusados afirmaron que su única intención era hacer una demostración de fuerza, en lugar de derrocar a Khánh. Đức afirmó que el objetivo de sus acciones era «enfatizar mis ideas» y dijo que sus acciones no constituían un intento de golpe de Estado. Đức dijo que si hubiera tenido la intención de derrocar al gobierno, habría arrestado a funcionarios públicos o militares y negó haberlo hecho. Por otra parte, también admitió estar preocupado por las políticas de Khánh. Đức dijo que había decidido poner fin a lo que consideraba una manifestación de protesta militar cuando Khánh prometió considerar sus preocupaciones, y luego regresó al cuartel general del IV Cuerpo en el Delta del Mekong. Asumió la responsabilidad de las acciones de su subordinado y coacusado, el coronel Ton, quien dirigió la 7.ª División del IV Cuerpo en Saigón. Ton estuvo de acuerdo en que Đức le había ordenado trasladar sus tropas a la capital. Durante el interrogatorio, Đức no hizo referencia a su compañero del golpe Phát.
Cuando se le preguntó por qué había denunciado a Khánh como «traidor» en una emisión de radio durante el intento de golpe, Phát dijo que simplemente se había «entusiasmado». Se le preguntó a Phát sobre el fracaso de su intento de golpe y habló sobre su visita a la Embajada de Estados Unidos junto con el líder sindical Trần Quốc Bửu en la noche del 13 de septiembre. Dijo que su discusión con el embajador adjunto U. Alexis Johnson «no fue muy importante» y minimizó su impacto, afirmando que el uso superficial del francés por parte de Johnson había limitado las conversaciones que hubiera querido tener. Bửu contradijo estas palabras al decir a los periodistas que la discusión con Johnson había durado unos 90 minutos. De los civiles arrestados, Bửu fue el más destacado. Se le acusó de estar involucrado en el intento de derrocar al régimen porque había estado involucrado en la reunión entre Phát y Johnson. Bửu reconoció que organizó la reunión, pero dijo que no estaba involucrado en ningún plan para un cambio de liderazgo. Afirmó que funcionarios de la embajada de Estados Unidos lo habían llamado por teléfono durante el golpe para pedirle que ordenara a los miembros de su sindicato que se abstuvieran de agitar sobre cuestiones de relaciones laborales durante el período físicamente peligroso. Dijo que luego ofreció organizar una reunión de los estadounidenses con los líderes del golpe para ver si se podía encontrar una solución no violenta al enfrentamiento. Bửu dijo que no estaba actuando de manera parcial y que no escuchó la discusión de Johnson con Phát. Los estadounidenses estuvieron de acuerdo con las afirmaciones de Bửu y en privado pensaron que había sido arrestado por organizar actividades sindicales y manifestaciones no relacionadas con la lucha por el poder militar.
Una semana después, el 24 de octubre, se retiraron los cargos. Luego Khánh condenó a Đức y Phát a dos meses de detención por indisciplina; sus subordinados fueron encarcelados por períodos más cortos. Según Kahin, Khánh manipuló el juicio militar para que Đức y Phát fueran absueltos y pudieran ser utilizados como un contrapeso católico a la facción de los Jóvenes Turcos de Kỳ y Thi, quienes a los ojos de Khánh se habían vuelto cada vez más fuertes y siniestros. Khánh también intentó construir una alianza con los «Generales de Đà Lạt» —llamados así porque los había puesto bajo arresto domiciliario allí después de derrocarlos en el golpe de enero de 1964— llamándolos de nuevo a desempeñar funciones activas.
El 14 de noviembre, Khánh trajo de regreso a Don como subjefe del Estado Mayor e instaló a su compañero de Đà Lạt, el general Tôn Thất Đính, como su asistente. Sin embargo, los Jóvenes Turcos conocían los motivos de Khánh y continuaron presionándolo para que marginara a Don y Dinh en un intento de obtener más poder para ellos mismos. Por su parte, al darse cuenta de que su base política dentro de la junta era precaria, Khánh tuvo que buscar más apoyo popular. Según Kahin, «en lo que fue estrictamente un matrimonio de conveniencia», Khánh tuvo que tratar de mejorar la única gran fuerza política civil en Vietnam del Sur, los activistas budistas, que públicamente pedían un final negociado a la guerra. Kahin consideró que esto fue el comienzo de la caída política definitiva de Khánh, ya que los estadounidenses se oponían resueltamente a cualquier coexistencia con los comunistas y sus relaciones con Khánh empeoraron constantemente desde entonces. En diciembre, Khánh y Taylor tuvieron un intercambio furioso después de que la junta disolviera el Alto Consejo Nacional consultivo, lo que llevó a ambos hombres a pedir al otro que abandonara el país y a Khánh a denunciar repetidamente al embajador en los medios de comunicación. Finalmente, Khánh fue depuesto en febrero de 1965 por Kỳ y Thi con el respaldo, el estímulo y cierta ayuda organizativa de los estadounidenses.